# 우루과이 U-17 축구 국가대표팀
우루과이 U-17 축구 국가대표팀(스페인어: selección de fútbol sub-17 de Uruguay)은 우루과이를 대표하는 17세 이하의 축구 국가대표팀으로, 우루과이의 축구 관리 기관인 우루과이 축구 협회의 관리를 받는다. FIFA U-17 월드컵에 6번 출전해 2011년에 준우승을 차지했으며, CONMEBOL U-17 챔피언십에 19번 참가해 1991년과 2005년, 2011년에 준우승을 기록했다.